# امامزاده جعفر (یزد)
امامزاده جعفر  مربوط به ساخت ۴۲۴–۱۰۸۳ تعمیر است و در یزد، بلوارامامزاده جعفر، محله مصلی عتیق واقع شده و این اثر در تاریخ ۲۳ فروردین ۱۳۷۸ با شمارهٔ ثبت ۲۳۲۰ به‌عنوان یکی از آثار ملی ایران به ثبت رسیده است.